# Iwan Tielegin
Iwan Aleksiejewicz Tielegin, ros. Иван Алексеевич Телегин (ur. 28 lutego 1992 w Nowokuźniecku) – rosyjski hokeista, reprezentant Rosji, olimpijczyk.

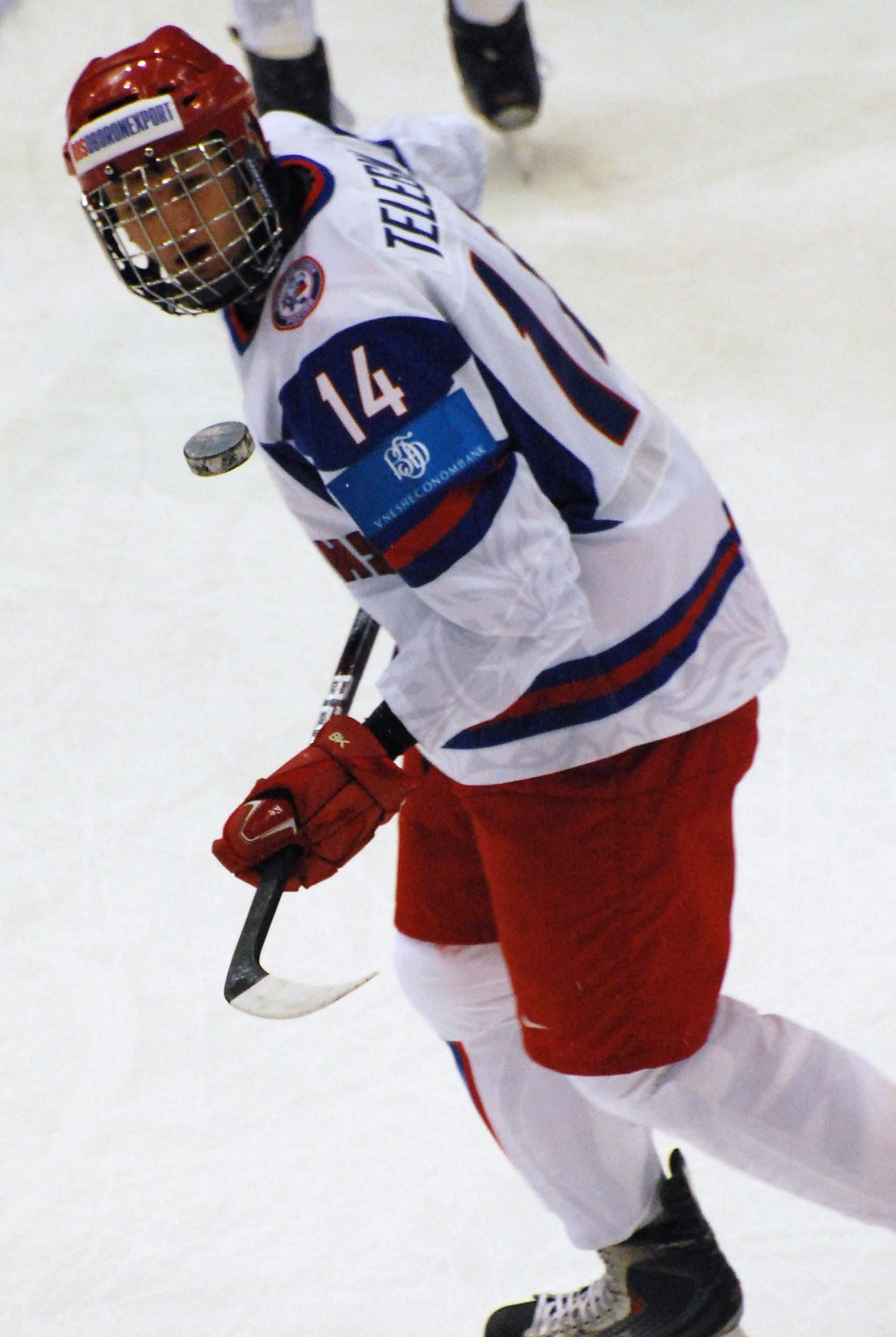
Iwan Tielegin w barwach Rosji do lat 20 (2009)

## Kariera
- Mietałłurg 2 Nowokuźnieck (2007–2009)
- Saginaw Spirit (2009–2011)
- Barrie Colts (2011–2012)
- St. John’s IceCaps (2012−2013)
- CSKA Moskwa (2014−2021)
- Awangard Omsk (2021−)

Wychowanek Mietałłurga Nowokuźnieck. Po dwóch sezonach w rezerwowym zespole tego klubu w 2009 wyjechał do Kanady gdzie przez trzy sezony grał w juniorskich OHL w ramach CHL, najpierw dwa lata w Saginaw Spirit, a od 2011 w Barrie Colts. W międzyczasie w drafcie NHL z 2010 został wybrany przez Atlanta Thrashers. W lipcu 2011 podpisał trzyletni kontrakt wstępujący z klubem Winnipeg Jets na występy w lidze NHL. Został przekazany do zespołu farmerskiego, St. John’s IceCaps, w lidze AHL, w barwach występował w edycji AHL (2012/2013). Z powodu kontuzji, w tym wstrząśnienia mózgu, przerwał występy w styczniu 2013 i nie dokończył tego sezonu oraz nie występował wcale w kolejnym 2013/2014. W styczniu 2014 został zawodnikiem CSKA Moskwa. W maju 2014 przedłużył kontrakt o dwa lata, w czerwcu 2016 o trzy lata, a w maju 2019 o kolejne trzy lata. W maju 2021 ogłoszono jego odejście z CSKA i zaangażowanie przez Awangard Omsk.
W barwach Rosji uczestniczył w turniejach mistrzostw świata juniorów do lat 17 w 2009, mistrzostw świata juniorów do lat 20 w 2010, 2012, mistrzostw świata 2016, 2017, 2019, Pucharu Świata 2016. W ramach ekipy olimpijskich sportowców z Rosji brał udział w turnieju zimowych igrzysk olimpijskich 2018.

## Życie prywatne
Z partnerką Jewgieniją ma syna Marka. W połowie 2016 jego żoną została piosenkarka Piełagieja. W styczniu 2017 urodziła im się córka Taisia.

## Sukcesy
Reprezentacyjne
- Srebrny medal mistrzostw świata juniorów do lat 20: 2012
- Brązowy medal mistrzostw świata: 2016, 2017, 2019
- Złoty medal zimowych igrzysk olimpijskich: 2018

Klubowe
- Bumbacco Trophy: 2011 z Saginaw Spirit
- Puchar Kontynentu: 2015, 2016, 2017, 2019 z CSKA Moskwa
- Brązowy medal mistrzostw Rosji: 2015 z CSKA Moskwa
- Puchar Otwarcia: 2015 z CSKA Moskwa
- Finał KHL o Puchar Gagarina: 2016 z CSKA Moskwa
- Srebrny medal mistrzostw Rosji: 2016 z CSKA Moskwa
- Puchar Gagarina – mistrzostwo KHL: 2019 z CSKA Moskwa
- Złoty medal mistrzostw Rosji: 2019, 2020 z CSKA Moskwa

Indywidualne
- OHL 2009/2010: drugi skład gwiazd
- KHL (2016/2017): Mecz Gwiazd KHL

Wyróżnienie
- Zasłużony Mistrz Sportu Rosji w hokeju na lodzie (2018)[15]

Odznaczenie
- Order Przyjaźni (27 lutego 2018)[16]